# Vévodové z Marlborough
Vévodové z Marlborough (anglicky Duke of Marlborough [ˌdjuːkəvˈmɔːlbɹə] je dědičný britský šlechtický titul, rod je součástí anglického pairstva. Svůj predikát odvozují od města Marlborough v hrabství Wiltshire.
Jako rodové sídlo vévodů z Marlborough slouží velkolepý Blenheimský zámek poblíž Woodstocku v hrabství Oxfordshire, zapsaný na seznamu světového dědictví UNESCO.

## Historie

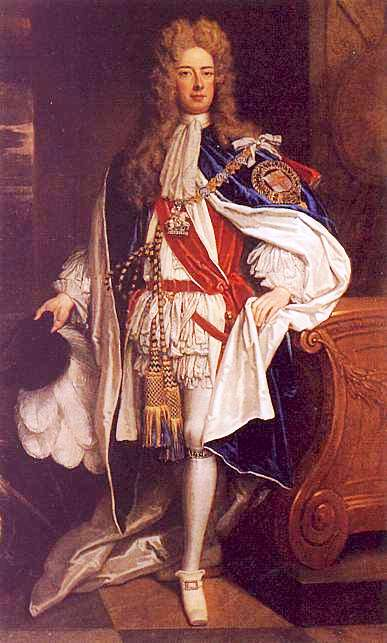
John Churchill, 1. vévoda z Marlborough, portrét od Sira Godfreye Knellera, kolem roku 1705

Titul vévody byl dne 14. prosince 1702 udělen slavnému anglickému/britskému generálovi z války o španělské dědictví Johnu Churchillovi (1650–1722). Jeho manželka Sarah byla blízká přítelkyně a vlivná poradkyně královny Anny Stuartovny. O dva roky později vévoda John z Marlborough porazil ve druhé bitvě u Höchstädtu (angl.: Battle of Blenheim) společně s princem Evženem Savojským bavorské a francouzské vojsko. Hovoří-li se o tom vévodovi z Marlborough, pak je zpravidla řeč o něm.